# Франшвел
Франшвел (фр. Franchevelle) насеље је и општина у источној Француској у региону Франш-Конте, у департману Горња Саона која припада префектури Лир.
По подацима из 2011. године у општини је живело 431 становника, а густина насељености је износила 41,36 становника/km². Општина се простире на површини од 10,42 km². Налази се на средњој надморској висини од 300 метара (максималној 350 m, а минималној 283 m).

## Демографија
| 1962. | 1968. | 1975. | 1982. | 1990. | 1999. | 2011. |
| ----- | ----- | ----- | ----- | ----- | ----- | ----- |
| 266   | 264   | 242   | 233   | 296   | 310   | 431   |

График промене броја становника у току последњих година